# Хилст, Хилда
Хилда Хилст (порт. Hilda de Almeida Prado Hilst, 21 апреля 1930, Жау, штат Сан-Паулу — 4 февраля 2004, Кампинас) — бразильская поэтесса, прозаик, драматург, один из крупнейших португалоязычных авторов XX в.

## Биография
Потомок эмигрантов из Эльзас-Лотарингии (со стороны отца) и Португалии (с материнской стороны). Отец — журналист и писатель, владелец кофейной фермы. В 1932 родители разошлись, Хилда осталась с матерью. В 1935 у отца была диагностирована параноидная шизофрения. Хилда училась — и блестяще — в школе-интернате в Сан-Паулу, потом закончила там же частный Пресвитерианский институт Макензи (1947) и, наконец, юридический факультет Университета Сан-Паулу (1952). Подружилась там с будущей писательницей Лижией Фагундес Телес. Дебютировала в 1950 книгой стихов Знамение, получившей высокую оценку Жоржи де Лимы и Сесилии Мейрелиш. С 1966 жила на перестроенной ферме матери Casa do Sol под г. Кампинас. С 1982 участвовала в программе университета Кампинас «Писатель в резиденции». Этот университет приобрел впоследствии часть архива писательницы. В Casa do Sol открыт Институт Хилды Хилст.

## Творчество
Поздние произведения писательницы сближают с литературой магического реализма.

## Произведения

### Стихи
- Знамение/ Presságio — SP: Revista dos Tribunais, 1950.
- Balada de Alzira — SP: Edições Alarico, 1951.
- Balada do festival — RJ: Jornal de Letras, 1955.
- Roteiro do Silêncio — SP: Anhambi, 1959.
- Trovas de muito amor para um amado senhor — SP: Anhambi, 1959. SP: Massao Ohno, 1961.
- Ode Fragmentária — SP: Anhambi, 1961.
- Sete cantos do poeta para o anjo — SP: Massao Ohno, 1962 (Премия ПЕН-Центра г. Сан-Паулу)
- Poesia (1959/1967) — SP: Editora Sal, 1967.
- Amado Hilst- SP: Editora Sal, 1969.
- Júbilo, memória, noviciado da paixão — SP: Massao Ohno, 1974 (переизд. 2001, 2003, 2004)
- Poesia (1959/1979) — SP: Quíron/INL, 1980.
- Da Morte. Odes mínimas — SP: Massao Ohno, Roswitha Kempf, 1980.
- Da Morte. Odes mínimas — SP: Nankin/Montréal: Noroît, 1998 (изд. на фр. и порт. яз.)
- Cantares de perda e predileção — SP: Massao Ohno/Lídia Pires e Albuquerque Editores, 1980. (Премия Жабути, премия Клуба поэтов г. Сан-Паулу)
- Poemas malditos, gozosos e devotos — SP: Massao Ohno/Ismael Guarnelli Editores, 1984.
- Sobre a tua grande face — SP: Massao Ohno, 1986.
- Alcoólicas — SP: Maison de vins, 1990.
- Amavisse — SP: Massao Ohno, 1989.
- Bufólicas — SP: Massao Ohno, 1992.
- Do Desejo — Campinas, Pontes, 1992.
- Cantares do Sem Nome e de Partidas — SP: Massao Ohno, 1995.
- О любви/ Do Amor — SP: Massao Ohno, 1999.

### Проза
- Fluxo — Floema — SP: Perspectiva, 1970.
- Qadós — SP: Edart, 1973.
- Вымышленные истории/ Ficções — SP: Quíron, 1977 (Премия Ассоциации художественных критиков Сан-Паулу)
- Tu não te moves de ti — SP: Cultura, 1980.
- A obscena senhora D — SP: Massao Ohno, 1982.
- Com meus olhos de cão e outras novelas — SP: Brasiliense, 1986.
- O Caderno Rosa de Lory Lamby — SP: Massao Ohno, 1990.
- Contos D’Escárnio / Textos Grotescos — SP: Siciliano, 1990.
- Письма соблазнителя/ Cartas de um sedutor — SP: Paulicéia, 1991.
- Rútilo Nada — Campinas: Pontes, 1993 (Премия Жабути)
- Estar Sendo Ter Sido — SP: Nankin, 1997.
- Cascos e Carícias — crônicas reunidas (1992—1995) — SP: Nankin, 1998.

### Пьесы
- A Possessa (1967)
- O rato no muro (1967)
- O visitante (1968)
- Auto da Barca de Camiri (1968)
- O novo sistema (1968)
- Aves da Noite (1968)
- O verdugo — 1969 (премия Anchieta)
- A morte de patriarca (1969)
- Teatro completo (2001)

## Признание
Дважды лауреат премии Жабути и других национальных премий. Произведения писательницы переведены на английский, немецкий, французский, испанский, итальянский и др. языки.